# Сердюк Віктор Іванович
Віктор Іванович Сердюк (нар. 15 серпня 1935) — український радянський діяч, голова колгоспу «Зоря комунізму» села Гаврилівки Покровського району Дніпропетровської області. Депутат Верховної Ради УРСР 10-го скликання.

## Біографія
З 1954 року — зоотехнік Успенської машинно-тракторної станції (МТС) Сталінської (Донецької) області.
Служив у Радянській армії.
У 1958—1962 роках — зоотехнік колгоспу «Країна Рад» Межівського району Дніпропетровської області.
Член КПРС з 1959 року.
У 1962—1964 роках — заступник голови колгоспу «Зоря комунізму» Межівського району Дніпропетровської області.
З 1964 року — голова колгоспу «Зоря комунізму» села Гаврилівки Покровського району Дніпропетровської області.
Освіта вища. Закінчив Дніпропетровський сільськогосподарський інститут.
Потім — на пенсії в селі Гаврилівці Покровського району Дніпропетровської області.

## Нагороди
- орден Жовтневої Революції
- орден Трудового Червоного Прапора
- медаль «За доблесну працю. В ознаменування 100-річчя з дня народження Володимира Ілліча Леніна» (1970)
- медаль «Ветеран праці»
- медалі